# Großenehrich
Großenehrich is een stad en voormalige gemeente in de Duitse deelstaat Thüringen, en maakt deel uit van de Kyffhäuserkreis.
Großenehrich telt  inwoners.
Op 1 januari 2021 ging Großenehrich op in de gemeente Greußen.